# Santiago Gajardo
Félix Santiago Gajardo Peillard (Antofagasta, 26 de noviembre de 1932 - Santiago, 11 de julio de 2006) fue un ingeniero comercial y político chileno.

## Biografía
Realizó sus estudios secundarios en el Colegio San Luis de su ciudad natal. Luego de finalizar su etapa escolar, ingresó a la Universidad de Chile, donde se tituló de ingeniero comercial en 1957; este mismo año fue becado para efectuar un posgrado en la Universidad de Bonn, Alemania.
En el ámbito laboral, ejerció su profesión. Además, se dedicó a la docencia, sirviendo como Profesor de Desarrollo Económico en las universidades de Chile y del Norte de Antofagasta entre 1958 y 1965.

## Actividad política
Inició sus actividades políticas al integrarse al Partido Demócrata Cristiano (PDC) en 1957; alcanzó la vicepresidencia nacional, entre 1965 y 1966. 
En abril de 1960 asumió como alcalde de Antofagasta. En su calidad de edil, en 1962 fue invitado por Estados Unidos para conocer el desarrollo municipal norteamericano.
En 1964 renunció al cargo para postularse al Congreso, siendo elegido diputado por la 2.° Agrupación Departamental de Antofagasta, Tocopilla, El Loa y Taltal en las elecciones parlamentarias de 1965. Participó de las Comisiones de Hacienda; de Economía y Comercio; y Especial Investigadora sismo zona norte (diciembre de 1967). Además, fue miembro Suplente del Comité Parlamentario de su partido entre 1965 y 1966. Ese año, viajó a Cuba en su calidad de diputado.
Posteriormente se presentó a las elecciones parlamentarias de 1969, buscando un cupo como senador, sin embargo, no logró los votos necesarios.
En las elecciones municipales de 1971 fue elegido regidor de la I. Municipalidad de Antofagasta. Después del golpe de Estado de 1973, y tras consultar la opinión de su partido, Gajardo fue designado por la dictadura militar como alcalde de Antofagasta a solicitud del general Joaquín Lagos Osorio. Entre sus obras destaca el impulso a la electrificación y urbanización de las poblaciones del sector norte, y el inicio de la construcción de la costanera desde el puerto al balneario municipal, conocida hoy como avenida Rendic, en ese entonces avenida Cautín.
Sirvió también durante la dictadura militar como alcalde de Pudahuel (1978-1979), director de la Intendencia de Tarapacá hasta 1987 y secretario general del gobierno regional hasta 1990. En diciembre de 1983 fue uno de los fundadores del Movimiento Social Cristiano, agrupación que reunía a demócratacristianos expulsados del partido por apoyar al régimen de Pinochet, y apareció en la franja del «Sí» en el plebiscito de 1988.

## Historial electoral

### Elecciones parlamentarias de 1965
- Elecciones parlamentarias de 1965 a Diputados para la 2° Agrupación Departamental (Antofagasta, Tocopilla, El Loa y Taltal). Período 1965-1969 (Fuente: Dirección del Registro Electoral, domingo 7 de marzo de 1965)

### Elecciones parlamentarias de 1969
- Elecciones parlamentarias de 1969 para la 1ª Agrupación Provincial, Tarapacá y Antofagasta. (Fuente: Servicio Electoral)